# От моря до моря

Большой герб Канады с девизом A MARI USQUE AD MARE

От мо́ря до мо́ря (лат. A mari usque ad mare) — национальный девиз Канады, который берёт своё начало из восьмого стиха псалма 71 (в некоторых переводах и оригинале — 72). С канадской точки зрения он означает От океана до океана (от Атлантического до Тихого). Он был выбран министром Джорджем Монро Грантом, секретарём Сэнфорда Флеминга во времена конфедерации.
В 1872, через некоторое время после присоединения к федерации Британской Колумбии, Грант опубликовал свою газету, названную Оушен ту оушен, что красноречиво говорило о воплощении мечты трансконтинентального государства.

## Описание
Стих звучит так: Он будет обладать от моря до моря и от реки до концов земли. В нём изображён идеальный портрет главы государства — мессии, помазанного на царство.
Полный перевод этого стиха на латинский язык таков: Et dominabitur a mari usque ad mare, et a flumine usque ad terminos terrae. Этот стих 8 (VIII) псалма 71 (LXXI) в греческом (Септуагинта) и латинском (Вульгата) переводах соответствует стиху 8 (VIII) псалма 72 (LXXII) в оригинале на иврите.
Перевод этого стиха на английский язык («Библия короля Якова») — He shall have dominion also from sea to sea, and from the river unto the ends of the earth — не мог оставаться незамеченным, когда бывшая колония Канада получила название Доминион Канада.
Впервые девиз был официально использован в 1906 в Законодательном собрании Саскачевана. Он одобрен помощником министра Джозефом Поупом, поместившим его на гербе Канады. Официальным девизом он стал в 1921, когда был одобрен королём Георгом V.
Военнослужащим У. Г. Гуоткином был предложен альтернативный девиз «In memoriam in spem» («В памяти, в надежде»), но в конечном счёте правительством и канадским народом принят был девиз A Mari Usque Ad Mare.
Формулировка От моря до моря (пол. Od morza do morza) была популярна в Польше в межвоенный период: Польша, «возродившаяся» как государство после Первой мировой войны, стремилась тогда к политическому союзу с Украиной. Название предполагаемой федерации Междуморье было выбрано Юзефом Пилсудским в силу её положения между Балтийским и Чёрным морями.
Надпись DOMINABITVR A MARI VSQVE AD MARE (с указанием источника: PS. LXXI V. VIII) размещена на фасаде Средиземноморского университетского центра (СУЦ), расположенного по адресу бульвар Англе, 65 в Ницце (Франция), которая таким образом напоминает о своём статусе столицы Лазурного Берега.

## Другие версии стиха
Перевод этого стиха 8 «Psalmus 72 (71)» из Новой Вульгаты, изданной Ватиканом:
Et dominabitur a mari usque ad mare
et a Flumine usque ad terminos orbis terrarum.
Первоначальная версия стиха 8 псалма 72 на иврите может быть транскрибирована примерно так:
вейереде мийам ад-йам
уминагар ад-афте-арец.
Здесь слово йам «море» присутствует во фразе ми[-]йам ад-йам «от моря до моря» (существовала древняя богиня с таким именем: Ям), а смысловое и формальное сходство древнееврейского ад и латинского ad чисто случайно. Арец «земля, страна» встречается, например, в названии израильской газеты Га-Арец («Страна»).
Примерная транскрипция перевода стиха 8 псалма 71 (псалом OA') на древнегреческий язык (Септуагинта, множество позднейших переводов Библии основано на этой греческой версии):
ки катакириевси апо фалассис хеос фалассис
ки апо потаму хеос ператон икуменис.